# Kanten

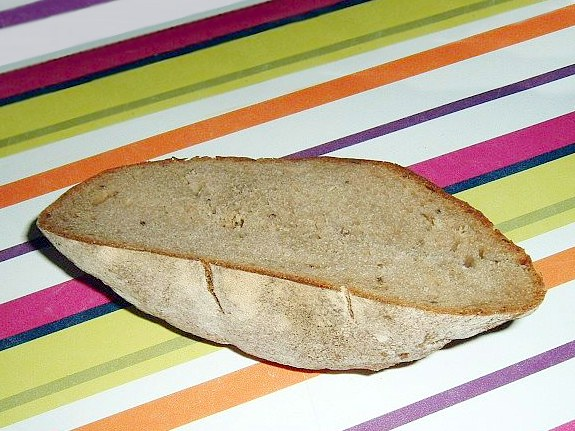
Kanten eines Roggenbrots mit Kümmel

Der Kanten (von „Kante“; besonders in Norddeutschland verwendete Bezeichnung) ist der Anschnitt oder das Endstück eines Brotlaibes. Im Bäckergewerbe werden Kanten Anschnitt und Abschnitt genannt.

## Weitere regionale Bezeichnungen
Regional unterschiedlich werden auch andere Bezeichnungen für den An- und Abschnitt verwendet. Dass überhaupt ein Ausdruck für diesen Teil des Brotes existiert, ist darauf zurückzuführen, dass der Anschnitt eines frisch gebackenen Brotes sehr begehrt war, während das erst nach mehreren Tagen zu verbrauchende Endstück bereits hart und trocken war und oftmals in Flüssigkeit eingetaucht werden musste, bevor man es verzehren konnte. Im deutschen Aberglauben wurden mit dem Kanten verschiedene Vorstellungen verknüpft, etwa die Vorstellungen, das Endstück schmecke besonders gut, sei wichtig für die Zähne, verleihe Kraft und schütze vor Heimweh.
- Von Knust, Knus, Knut, Kniest, Knistchen, Kniezchen, Knüppchen, Küppchen oder Knaust spricht man im Nordosten und Nordwesten Deutschlands, aber auch teilweise im Ostmitteldeutschen.
- Knorz, Knörzje, Knörzel, Knüstchen, Knüschen, Kürschtje, Knapp oder Knäppchen, Knörzchen, Knärzchen, Knetzle, Knerzla, Knernsche oder Köppla verwendet man im Rheinland, in Hessen, Franken und angrenzenden Gebieten.
- Rand, Ränftchen, Ranft, Ranften, Ranftl, Ränftl, Ränftel, Ränft, Rauft, Rindl, Rumpftl, Rumptschn sind Ausdrücke für Kanten im Mittel- und Süddeutschen Raum.
- In Mittelthüringen sind auch die Begriffe Feeze oder Fietze, in Südthüringen der Küppel bekannt.
- Knäusle, Knüssle, Mürggel, Riebel, Riebele (auch Brotriebel) sind Ausdrücke, die im schwäbisch-alemannischen Sprachraum gebräuchlich sind.
- Eine besonders im Bairischen und Österreichischen verbreitete Variante ist das Scherzl oder Scherze(r)l (von italienisch scorza „Rinde“) und betrifft ausschließlich die Endstücke.[4]
- Im Pfälzischen ist der Begriff Knorze gebräuchlich.
- Krüstchen sagt man im Limburger Raum, im Hinterland und im Westerwald.
- In Schwaben hört man für alle Arten von Anschnitt gelegentlich auch den Begriff Giggel.[2]
- Im Wiener Dialekt kommt Bugl (für Bugel bzw. Buckel[5]) zur Anwendung. Dies insbesondere im Zusammenhang bei der Bestellung beim Würstelstand („A Eitrige, an Bugl und a 16er-Blech“ für „Eine Käsekrainer, ein Brotendstück und eine Dose Ottakringer Bier“).[6]

Knust und Knaust stehen auch für ein dickes, unförmiges, nicht sauber geschnittenes Stück Brot oder Teil eines Brötchens. Auch dazu existieren mehrere umgangssprachliche Varianten. So sagt man in Österreich Trumm, im Oberdeutschen Mocken und im Nord- und Mitteldeutschen Runksen, Runken oder Ranken. In Oberfranken gibt es den Rungsen oder Ranften. Der Begriff Knust wird regional auch für das Kerngehäuse von Kernobst gebraucht.
Als Verkleinerungsformen für den Kanten existieren z. B. Käntchen und Känchen. Scherzhaft wird der Kanten auch Schaukelbemme oder „Hintern“ genannt.
Im Nieukerker und Gelderner Raum wird auch der Begriff „Popöchen“ humoristisch für das Ende eines Brotlaibes verwendet.